# Susan Strasberg
Susan Elizabeth Strasberg (n. 22 mai 1938, New York City, New York, SUA – d. 21 ianuarie 1999, New York City, New York, SUA) a fost o actriță americană de teatru, film și televiziune.

## Cariera de actriță

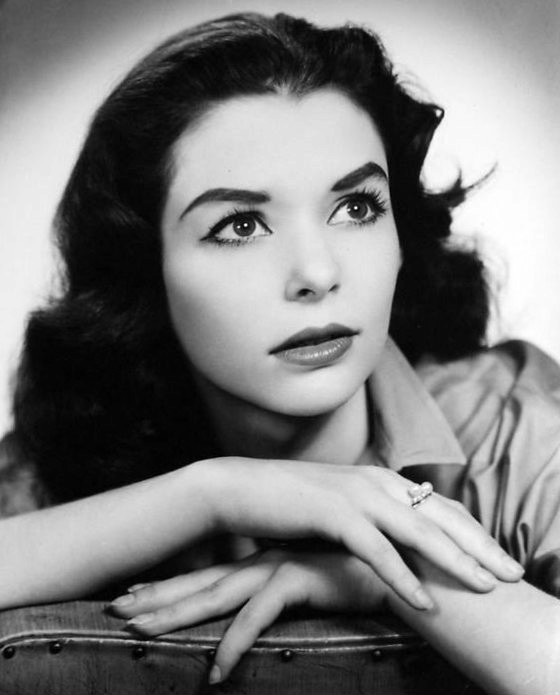
Strasberg în 1950

Strasberg s-a născut în New York City, New York, în familia regizorului de teatru și profesorului de actorie Lee Strasberg de la Actors Studio și al fostei actrițe Paula Strasberg. Fratele ei, John, este profesor de actorie. Părinții ei proveneau din familii de evrei care emigraseră din Europa.
Strasberg a urmat Professional Children's School și apoi a studiat la Liceul de muzică și de artă și la Liceul de artă interpretativă. După o interpretare foarte apreciată ca adolescentă în Picnic, Strasberg a obținut rolul principal în reprezentația de pe Broadway a Jurnalului Annei Frank și a fost nominalizat pentru un premiu Tony la vârsta de 18 ani. Strasberg a devenit cea mai tânără actriță care a jucat pe Broadway cu numele ei scris mai sus de titlul spectacolului. În 1955, ea a apărut de două ori pe coperta revistei Life (11 iulie 1955; 11 noiembrie 1955) și apoi pe coperta Newsweek (19 decembrie 1955). Ea a mai jucat în filmul italian despre Holocaust Kapò care a fost nominalizat la Premiul Oscar ca cel mai bun film străin al anului 1960.
Din anii 1960 până în anii 1980 a fost actriță invitată în seriale de televiziune ca The Virginian, The Invaders, Bonanza, The F.B.I., Breaking Point, Burke's Law, The Streets of San Francisco, Night Gallery, McCloud, Alias Smith & Jones, The Big Valley, Remington Steele și The Rockford Files (de două ori, în rolurile Deborah Ryder și Karen Stiles, fosta iubită a lui Rockford). Ea a trăit în Italia la începutul anilor 1960, unde a fost adesea numită „La Strasberg”. În 1993 a făcut parte din juriul ediției a 43-a a Festivalului Internațioal de Film de la Berlin. Susan, de asemenea, a jucat într-un episod din Mannix.

## Scrieri
Strasberg a scris două cărți ce au devenit best-seller. Bittersweet a fost o autobiografie în care a scris despre relațiile ei tumultuoase cu părinții ei și cu actorii Richard Burton și Christopher Jones, precum și despre luptele fiicei ei cu o malformație a inimii. Marilyn and Me: Sisters, Rivals, Friends a fost despre prietenia lui Strasberg cu Marilyn Monroe, pe care ea a numit-o o „soră surogat” și o „membră” a familiei Strasberg timp de mai mulți ani. Strasberg lucra, în momentul morții, la o a treia carte despre călătoria ei spirituală personală, intitulată Confessions of a New Age Heretic, despre călătoria ei spirituală personală.

## Viața personală
Înainte de căsătorie, Strasberg a avut relații cu Warren Beatty, Cary Grant și Richard Burton.
Pe 25 septembrie 1965, Strasberg s-a căsătorit cu actorul Christopher Jones, alături de care apăruse într-un episod din The Legend of Jesse James. Fiica lor, Jennifer Robin, s-a născut șase luni mai târziu. Cuplul a divorțat în anul 1968.

## Moartea
La mijlocul anilor 1990, Strasberg a fost diagnosticată cu cancer la sân. A murit din cauza acestei boli îna casa ei din New York, pe 21 ianuarie 1999, la vârsta de 60 de ani.

## Filmografie
- The Cobweb (1955) - Sue Brett
- Picnic (1955) - Millie Owens
- 1955 Motion Picture Theatre Celebration (short subject)
- Stage Struck (1958) - Eva Lovelace
- Kapò (1960) - Edith, alias Nicole Niepas
- Scream of Fear (1961) - Penny Appleby
- 1962 Aventurile unui tânăr (Hemingway's Adventures of a Young Man), regia Martin Ritt
- 1962 Disorder - Isabella
- The Shortest Day (1962) (uncredited)
- The High Bright Sun (1965) - Juno Kozani
- The Invaders, "Quantity Unknown" (Sezonul 1, episodul 8, 1967) - Diane Oberly
- The Big Valley, "Night in a Small Town" (1967) - Sally
- Chubasco (1968) - Bunny
- The Trip (1967) - Sally Groves
- Psych-Out (1968) - Jenny Davis
- The Name of the Game Is Kill (1968) - Mickey Terry
- The Brotherhood (1968) - Emma Ginetta
- The Sisters (1969) - Martha
- Sweet Hunters (1969) - Lis
- McCloud (1970) - Lorraine / Annette Bardege
- The Night Gallery (1971-1973)  (full episode) - Sheila Trent / Ruth Asquith (segmentul „Midnight Never Ends”)
- The Other Side of the Wind (1972) (nefinalizat)
- The Legend of Hillbilly John (1972) - Polly Wiltse
- And Millions Will Die (1973) - Heather Kessler
- The Rockford Files, The Countess (1974) - Deborah Ryder
- So Evil, My Sister (1974) - Brenda
- McMillan and Wife (1974) - Virginia Ryan
- Sammy Somebody (1976)
- The Rockford Files (1976) - Karen Stiles
- The Stronger (1976) (short subject)
- Rollercoaster (1977) - Fran
- Tre soldi e la donna di classe (1977)
- The Manitou (1978) - Karen Tandy
- In Praise of Older Women (1978) - Bobbie
- The Immigrants (1978) - Sarah Levy
- Beggarman, Thief (1979) - Ida Cohen
- Acting: Lee Strasberg and the Actors Studio (1981) (documentar)
- Bloody Birthday (1981) - Miss Viola Davis
- Mazes and Monsters (1982) - Meg
- Sweet Sixteen (1983) - Joanne Morgan
- The Returning (1983) - Sybil Ophir
- The Delta Force (1986) - Debra Levine
- Remembering Marilyn (1987) (documentar)
- Marilyn Monroe: Beyond the Legend (1987) (documentar)
- The Runnin' Kind (1989) - Carol Curtis
- Prime Suspect (1989) - dr. Celia Warren
- fr (1990) - Helene Schweitzer
- The Cherry Orchard (1992) - Livia
- Love, Marilyn (2012) (documentar)